# Anita Stewart
Anita Stewart (eg. Anna May Stewart), född 7 februari 1895 i Brooklyn, New York, död 4 maj 1961, var en amerikansk skådespelerska och filmproducent under den tidiga stumfilmseran.
Hennes filmdebut gjorde hon med filmbolaget Vitagraph 1911. Hon skrev kontrakt med Louis B. Mayer 1917 innan hennes kontrakt med Vitagraph hade löpt ut. De stämde henne då och vann, något som blev en vägledande dom gällande förhållandet mellan en studio och dess anställda skådespelare. Stewart förblev en populär stjärna fram till talfilmens tillkomst, då hon drog sig tillbaka. 
Bland hennes mest kända filmer märks Twå kvinnor (1915), Mary Regan (1919) och Never the Twain Shall Meet (1925).
Hon har en stjärna på Hollywood Walk of Fame på 6724 Hollywood Boulevard.